# Władisław Kolesnikow (minister)
Władisław Grigorjewicz Kolesnikow (ros. Владисла́в Григо́рьевич Коле́сников, ur. 11 sierpnia 1925 w stanicy Piereleszino w guberni woroneskiej, zm. 3 kwietnia 2015 w Moskwie) – minister przemysłu elektronicznego ZSRR (1985–1991), Bohater Pracy Socjalistycznej (1975).

## Życiorys
Od 1941 pracował jako ślusarz w fabryce broni w Tule, później był ślusarzem na kolei, w latach 1945–1948 kształcił się w technikum w Woroneżu, później pracował jako technik, inżynier, szef laboratorium i zastępca głównego konstruktora w fabryce części radiowych w Woroneżu. W latach 1952–1954 pracownik Przedstawicielstwa Handlowego ZSRR w NRD, 1954–1958 zastępca głównego konstruktora fabryki przyborów półprzewodnikowych w Woroneżu, 1958–1960 kierował tam biurem konstruktorskim, 1960 ukończył Woroneski Wieczorowy Instytut Politechniczny, po czym został głównym inżynierem fabryki. Od 1961 członek KPZR, od 1966 dyrektor Woroneskiej Fabryki Przyborów Półprzewodnikowych, 1969–1971 dyrektor generalny Woroneskiego Zjednoczenia Produkcyjno-Technicznego „Elektronika” – dyrektor Woroneskiej Fabryki Przyborów Półprzewodnikowych. W latach 1971–1985 I zastępca ministra przemysłu elektronicznego ZSRR, od 18 listopada 1985 do 26 listopada 1991 minister przemysłu elektronicznego ZSRR, następnie na emeryturze, 1984–1991 członek korespondent Akademii Nauk ZSRR, później Rosyjskiej Akademii Nauk. W latach 1986–1990 członek KC KPZR. Deputowany do Rady Najwyższej ZSRR 8. kadencji (1970–1974) i 11. kadencji (1986–1989). 8 września 2010 otrzymał honorowe obywatelstwo Woroneża. Pochowany na Cmentarzu Trojekurowskim w Moskwie.

## Odznaczenia i nagrody
- Medal Sierp i Młot Bohatera Pracy Socjalistycznej (12 sierpnia 1975)
- Order Lenina (dwukrotnie – 12 sierpnia 1975 i 10 marca 1981)
- Order Rewolucji Październikowej (12 sierpnia 1985)
- Order „Znak Honoru” (6 listopada 1970)
- Nagroda Leninowska (1968)
- Nagroda Państwowa ZSRR (1984)

i medale.